# Park Narodowy El Leoncito
Park Narodowy El Leoncito (hiszp. Parque Nacional El Leoncito) – park narodowy w Argentynie, położony w departamencie Calingasta w San Juan. Park ma powierzchnię 89706 hektarów. Utworzony został w 2002 roku. Park powstał w celu zachowania różnorodności gatunkowej i genetycznej, konserwacji prowadzenia badań naukowych.  W szczególności ochrony bioróżnorodności środkowoandyjskiej puny, a także archeologichnych zabytków systemu dróg Inków. Na terenie parku znajdują się dwa ważne oberwatoria astronomiczne Obserwatorium Féliksa Aguilara i El Leoncito Astronomical Complex. W parku zarejestrowano 852 gatunków zwierząt i roślin.

## Fauna
Na terenie parku można spotkać rzadkie ssaki. Należą do nich m.in.: puma płowa, gwanako andyjskie, nibylis andyjski, nibylis argentyński, skunksowiec andyjski. Duże zróżnicowanie występuje wśród gryzoni, do których należą zamieszkujące teren parku: kawiaczka górska, tukotuko płowy, pseudokawia łasicowata, gerbilomyszka, wiskacza górska, włosopuklerznik wrzaskliwy, tłustogonek, szynszyloszczur szary, sierściak andyjski.
Park został zakwalifikowany przez BirdLife International jako ostoja ptaków IBA. Dla 2 gatunków przyznano kryterium A1 (gatunki globalnie zagrożone). Według czerwonej księga gatunków zagrożonych jeden z nich jest gatunkiem narażonym (EN), a jeden gatunkami bliskimi zagrożenia (NT).
Są to:
| Gatunek                                         | Kategoria RL | status   | IBA Kryterium |
| ----------------------------------------------- | ------------ | -------- | ------------- |
| Nandu andyjskie Rhea pennata tarapacensis       | NT           | rezydent | A1            |
| Żółtook szarogłowy Metriopelia morenoi          | LC           | rezydent | A2            |
| Kondor wielki Vultur gryphus                    | VU           | rezydent | A1            |
| Koszykarz kasztanowaty Pseudasthenes steinbachi | LC           | rezydent | A2            |

Innymi ważnymi z 99 gatunkami ptaków występujących na terenie parku są m.in.: magelanka (lub grzywoszyjka) andyjska Chloephaga melanoptera, karakara andyjska Phalcoboenus megalopterus, aguja białosterna Buteo albicaudatus, żółtook złotoplamy Metriopelia aymara, stokówka żółtoczelna Bolborhynchus aurifrons, górzak andyjski Oreotrochilus estella, dróżniczek cienkodzioby Geositta tenuirostris, piaskownik płowy Upucerthia validirostris, cierniogonek brązowy Leptasthenura fuliginiceps, andochruściak mniejszy, andoczywik rdzawoboczny Poospiza hypochondria, chruściak czarnogłowy Phrygilus atriceps, myszatka płowa Catamenia inornata.
Ważnym gatunkiem jaszczurki występującym w parku jest Phymaturus roigorum.